# Museo della cartolina
Il Museo della cartolina e del collezionismo minore "Salvatore Nuvoli" è un museo situato a Isera, in provincia di Trento, nei pressi di Rovereto.
Il museo nacque negli anni ottanta su iniziativa di Carmelo Nuvoli, collezionista che aveva già precedentemente allestito alcune mostre delle sue collezioni nella zona, ed è dedicato al padre Salvatore.

## Collezione
Al nucleo base, costituito dalla collezione dello stesso Nuvoli, si sono successivamente aggiunte altre acquisizioni e donazioni, che portano la consistenza della dotazione del museo a:
- oltre 35.000 cartoline di diverso genere, in particolare della zona di Rovereto, del Trentino-Alto Adige, a tema militare, pubblicitarie e disegnate da illustratori famosi;
- una biblioteca con circa 5.000 volumi, di cui 500 a carattere specialistico;
- una raccolta di erinnofili, piccoli francobolli utilizzati in passato per chiudere le lettere.

Per motivi di spazio la collezione viene esposta a rotazione, con circa 1.000 esemplari esposti ed altri 1.500 circa visibili in cataloghi e raccoglitori.